# علوم اعصاب شناختی
علوم اعصاب شناختی (به انگلیسی: cognitive neuroscience) بر روی پروسه‌های بیولوژیک و جنبه‌های زیستی که در فرایند شناخت در مغز اتفاق می‌افتد مطالعه دارد و توجه اصلی آن روی ارتباطات نورونی داخل مغز است که این ارتباطات در فرایندهای ذهنی نقش دارند. علوم اعصاب شناختی به این سؤال که فعالیت‌های شناختی که در مغز صورت می‌گیرد چگونه توسط مدارهای نورونی تأثیر می‌پذیرند یا کنترل می‌شوند، پاسخ می‌دهد. علوم اعصاب شناختی یک زیرشاخه از هر دو علم علوم اعصاب و روانشناسی است که در زمینه‌های مختلف مانند علوم اعصاب رفتاری، روانشناسی شناختی، روانشناسی فیزیولوژیک و علوم اعصاب احساسی با هم اشتراک دارند. علوم اعصاب شناختی بر پایه تئوری‌هایی در علوم شناختی است که با دلایل و مدارکی از علم عصب‌شناسی و مدل کردن محاسباتی تکمیل می‌شود.
بخش‌های زیادی از مغز در این رشته علمی و مطالعات آن نقش آفرینی می‌کنند. نورون‌ها در این بین حیاتی‌ترین نقش را دارند، چرا که هدف اصلی علوم اعصاب شناختی این است که پروسه شناخت آن نورون را از دیدگاه نورونی که در لوب (به انگلیسی: Lobe)های مختلف در غشای مغزی وجود دارند؛ دریابد و آن را یاد بگیرد.
روش‌های به کارگرفته شده در این علم شامل روش‌های آزمایشگاهی از روانشناسی، روانشناسی شناختی، تصویربرداری عصبی عملکردی، الکتروفیزیولوژی، ژنومیک شناختی و ژنتیک رفتاری است.
مطالعات روی بیماران با ضایعه‌های مغزی و شناختی بخش مهمی از علوم اعصاب شناختی را تشکیل می‌دهد. آسیب‌هایی که در این مغزها به وجود آمده باعث ایجاد یک تفاوت عظیم بین مغزهای آسیب دیده و مغزهایی است که سالم هستند به خوبی و بدون هیچ مشکلی در حال کار کردن هستند. این آسیب‌ها باعث ایجاد تغییراتی در مدارهای نورونی در مغز هستند و باعث می‌شوند تا در پروسه‌های پایه ای شناختی در عملکردشان مشکلی پیش بیاید و به خوبی کار نکنند. از این عملکردهای پایه ای می‌توان به حافظه و یادگیری اشاره کرد.
یک زیررشته از این علم که بر توسعه دادن شبیه‌سازی مغز کار می‌کند، علوم اعصاب شناختی توسعه ای نام دارد. کار اصلی این رشته نشان دادن روند توسعه دادن شبیه‌سازی مغز و آنالیز کردن و آوردن دلایل برای توجیه تفاوت‌هایی است که وجود دارد.
مطالعات در این حوزه به مغز اشخاص سالم و در صورت نیاز مغز اشخاصی که آسیب مغزی دارند اختصاص دارد و در این مسیر از دستگاه‌های به روز مانند اف‌ام‌آرآی، الکتروانسفالوگرافی، tdcs rtms و … متکی است، به ویژه هنگامی که اشخاص سالم در حال انجام دادن تکالیف ذهنی باشند، فنون نوروایمیجینگ یا اسکن مغزی تصاویری را از مغز ارائه می‌دهند، مغزی که در حال فعالیت روی تکلیف ذهنی خاصی است.

## ریشه‌های تاریخی
علوم اعصاب شناختی، مطالعهٔ حوزهٔ بین رشته‌ای است که از تعدادی رشتهٔ دیگر پدید آمده‌است، شاید به‌طور قابل توجهی از علم اعصاب، روانشناسی و علم کامپیوتر پدید آمده باشد. مراحل متعددی در این رشته باعث شده که محققان روش تحقیق خود را تغییر دهند تا نتیجه‌ای صحیح و کامل بدست آید.
با اینکه وظیفه علم اعصاب شناختی توصیف چگونگی ساخت (ایجاد) ذهن (هوشیاری) مغز است، از منظر تاریخی این علم با مطالعه چگونگی کارکرد بخش‌های مشخصی از مغز هنگامی که یک کار ذهنی به نمونه آزمایش داده می‌شود، پیشرفت کرده. گرچه، تلاش‌های اولیه برای تقسیم‌بندی مغز به بخش‌های مختلف مشکل ساز بوده. برای مثال جنبش جمجمه شناسان نتوانستند برای تئوری‌هایی که ارائه کردند نتوانستند دلیل و مدرک موجه بیاورند و به همین دلیل از سوی جامعه علمی نظریه‌های آن‌ها رد شد. چشم‌انداز نظریه جامع اذعان داشت که تمام بخش‌های مغز به یک شکل عمل می‌کنند، این تئوری نیز با توجه به نگاشت مغزی رد شد. نگاشت مغزی توسط آزمایش‌های هیتزیگ (به انگلیسی: Hitzig) و فریتچ(به انگلیسی: Fritsch) آغاز شد و در ابتدا با استفاده از روش‌هایی همچون توموگرافی گسیل پوزیترون (به انگلیسی: positron emission tomography (PET)) و عملکرد تصویربرداری تشدید مغناطیسی (به انگلیسی: functional magnetic resonance imaging (fMRI)) و تئوری گشتالت (به انگلیسی: Gestalt) و روانشناسی و انقلاب شناختی (به انگلیسی: cognitive revolution) توسعه پیدا کرد و پیشرفت کرد. روش‌های یاد شده نقاط عطفی بودند برای تولید علوم اعصاب شناختی به عنوان یک رشته مجزا که ایده‌ها و تکنیک‌هایی که به محققان اجازه این را دادند که ارتباطات جدیدی بین رفتارها و بسترهای نورونی این رشته ایجاد کنند.

##### ریشه‌های فلسفی

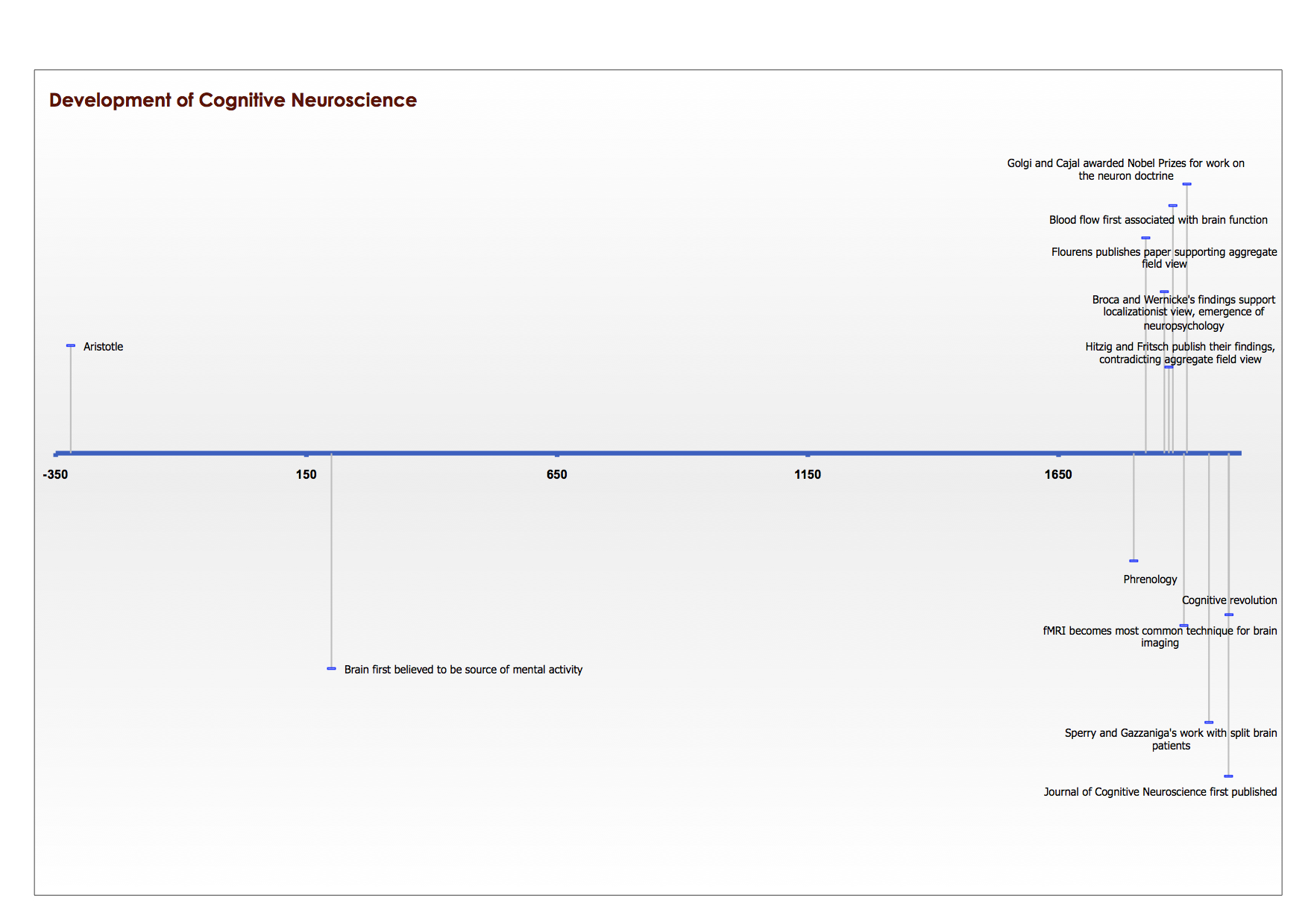
تایم لاین نحوه چگونگی تولد و به وجود آمدن علوم اعصاب شناختی

فیلسوفان همیشه در نحوه عملکرد مغز علاقه نشان داده‌اند: این ایده که توضیح دادن یک پدیده یا توضیح دادن یک رخداد نیازمند این است که مکانیسم و نحوه به وجود آمدن این رخداد درک شود ریشه‌های عمیقی در تاریخ فلسفه دارد. از نظریه‌های اتمی در قرن پنجم قبل از میلاد تا تولد دوباره فلسفه در قرن هفدهم و هجدهم میلادی در آثار گالیله و دکارت و بویل. در میان تمام نظریه‌ها، ایده رنه دکارت است که می‌گوید ماشین‌هایی که انسان‌ها درست می‌کنند می‌توانند به عنوان مدل‌هایی که می‌توانند توضیح علمی ارائه کنند، عمل کنند. برای مثال، ارسطو گمان داشت که مغز مرکز خنک‌کننده بدن است و منبع دانایی در قلب واقع شده‌است. گفته می‌شود اولین کسی که خلاف این را بیان کرد پزشک رومی جالینوس بوده‌است که در قرن دوم پس از میلاد می‌زیسته و باور داشت که منبع فعالیت‌های ذهنی مغز است. لازم است ذکر شود که این نظریه به آلکمیون (به انگلیسی: Alcameon) نیز نسبت داده شده. در هر حال، جالینوس بر این باور بود که شخصیت و احساس توسط مغز تولید نمی‌شوند و اعضای دیگر بدن این وظیفه را بر عهده دارند. آندریاس وسالیوس(به انگلیسی: Andreas Vesalius)، کالبدشناس و روانشناس، اولین فردی بود که بر این باور داشت که سیستم عصبی و مغز مرکز ذهن و احساس در بدن هستند. روانشناسی، که از رشته‌هایی است که بسیار به ایجاد علوم اعصاب شناختی کمک کرده، خود از منطق فیلسوفانه دربارهٔ ذهن نشأت گرفته‌است.

##### قرن نوزدهم میلادی

###### جمجمه‌شناسی

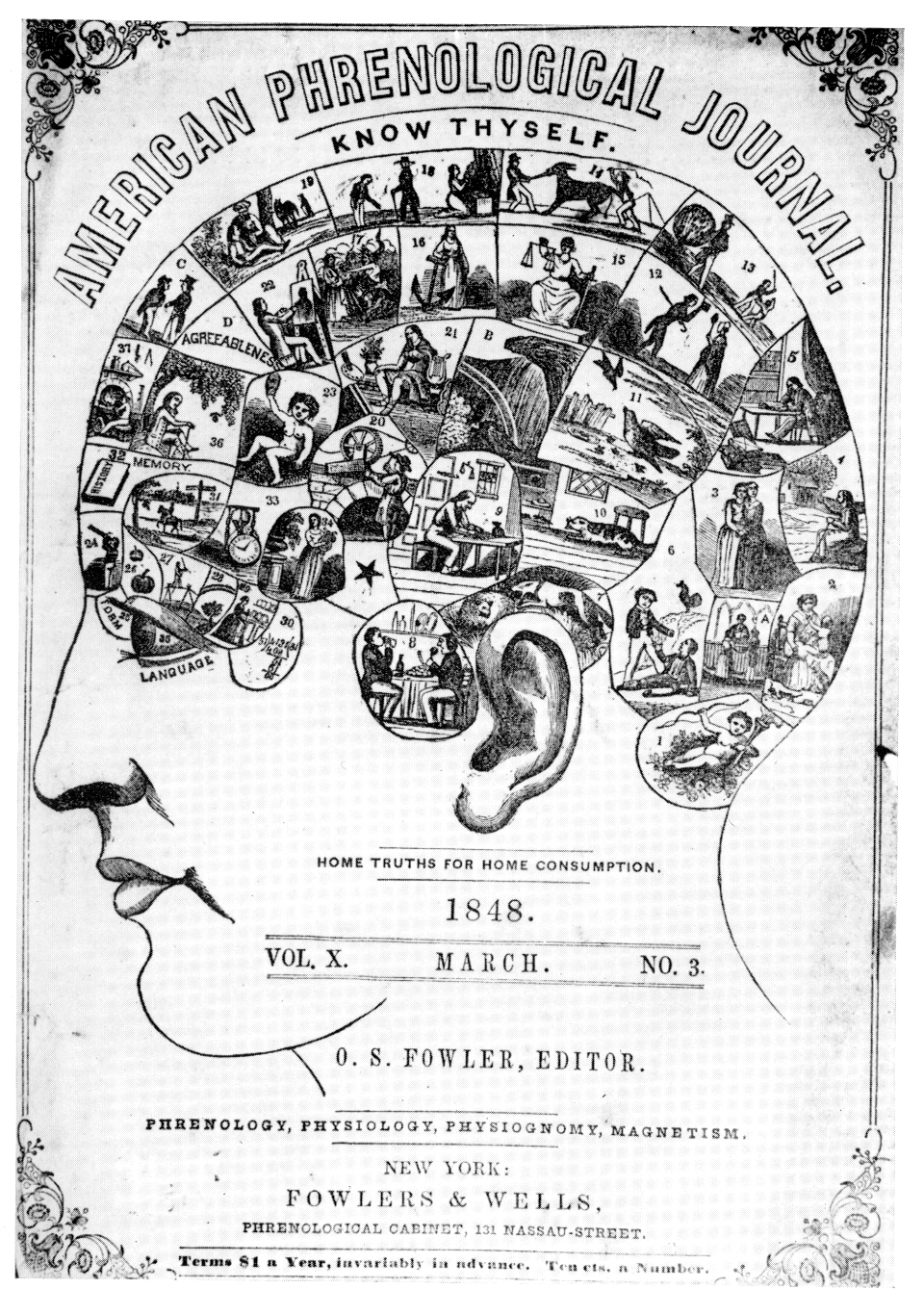
صفحه ای از ژورنال جمجمه‌شناسی آمریکا

یکی از اجداد علوم اعصاب شناختی علم جمجمه‌شناسی بوده. یک سری از مطالعات در این زمینه که به عنوان شبه علم تلقی می‌شده می‌گوید که رفتار انسان می‌تواند توسط شکل جمجمه افراد تعیین شود. در اوایل قرن ۱۹ میلادی، فرانتس یوزف گال (به انگلیسی: Franz Joseph Gall) و یوهان گاسپر اسپورزهایم (به انگلیسی: J. G. Spurzheim) بر این باور بودند که مغز انسان تقریباً به ۳۵ ناحیه مختلف تقسیم می‌شود. گال در کتاب خود اذعان دارد که یک برآمدگی در هر ناحیه از جمجمه به این معنا است که فرد از آن قسمت از مغزش بیشتر استفاده کرده‌است. این نظریه در منظر عمومی توجهات زیادی را به خودش معطوف کرد. به طوری که میزان ژورنال‌هایی که دربارهٔ جمجمه‌شناسی بود افزایش انتشار داشت و حتی باعث اختراع دستگاه فشارسنج مخصوص مغز شد. این دستگاه مقدار پستی و بلندی‌های جمجمه یک فرد را اندازه‌گیری می‌کرد. با این حال که جمجمه‌شناسی در نمایشگاه‌ها و کارناوال‌های تفریحی با اقبال مردم مواجه شده بود، در مجامع علمی و تخصصی جایی نداشت و دانشمندان به آن اعتنایی نمی‌کردند. انتقاد اصلی جامعه علمی این بود که جمجمه شناسان نمی‌توانند به صورت تجربی تئوری‌های خود را ثابت کنند.

###### دیدگاه بومی سازی
دیدگاه بومی سازی بر این موضوع تمرکز داشت که اختلالات ذهنی برای قسمت‌های خاصی از مغز اتفاق می‌افتد بدون اینکه این اختلالات را بررسی کنند یا آنها را اندازه‌گیری کنند. برخی از مطالعاتی که در اروپا صورت می‌گرفت، مانند مطالعات جان هیولینز جکسون (به انگلیسی: John Hughlings Jackson)، از این دیدگاه دفاع می‌کردند. جکسون روی بیمارانی با آسیب مغزی مطالعه می‌کرد به خصوص بیمارانی که دچار صرع (به انگلیسی: epilepsy) بودند. او متوجه شد که بیماران صرعی انقباض و انبساط‌ها و اسپاسم‌های عضلانی داشتند که در طول زمان تشنجشان کاملاً شبیه به هم عمل می‌کردند، این مشاهده باعث شد که جکسون بر این باور باشد که این فعل و انفعالات در مغز همه در یک ناحیه اتفاق می‌افتند. این بیانات جکسون به شدت برای فهمیدن و درک لوب‌های مغزی در آینده استفاده شد.

###### دیدگاه تجمعی مغز
این نظریه می‌گوید که تمام نواحی مغز در همه کارهایی که انسان به صورت ذهنی انجام می‌دهد شرکت دارند.
پییر فلورنس(به انگلیسی: Pierre Flourens)، روانشناس تجربی فرانسوی، کسانی که به نظریه بومی سازی اعتقاد داشتند را با استفاده از آزمایش‌هایی که روی حیوانات صورت داد به چالش کشید. او متوجه شد که با برداشتن مخچه خرگوش و کبوتر می‌توان روی درک هماهنگی عضلانی آن‌ها تأثیر گذاشت و مشاهده کرد که با برداشتن نیم کره‌های مغزی تمام اعمال شناختی در کبوترها دچار اختلال می‌شود. با این آزمایش نتیجه گرفت که غشای مغزی، مخچه و ساقه مغز همگی به صورت یک مجموعه کار می‌کنند. این مشاهدات با این دلیل مورد انتقاد قرار گرفت که آزمایش‌های او به اندازه کافی حساسیت نداشته.

###### ظهور روانشناسی مغز و اعصاب
شاید اولین تلاش‌های جدی برای بومی ساختن برخی از عملکردهای ذهنی در مغز توسط بروکا (به انگلیسی: Broca)و ورنیکه (به انگلیسی: Wernicke) انجام شد. این دستاورد بیشتر با مطالعه عملکرد مغز بعد از آسیب رساندن به قسمت‌های مختلفی از مغز صورت گرفته. در ۱۸۶۱ متخصص مغز و اعصاب فرانسوی، پاول بروکا، با مردی مواجه شد که می‌توانست زبان را یاد بگیرد ولی نمی‌توانست به آن زبان صحبت کند و تنها می‌توانست صدای tan از خودش تولید کند. بعدها متوجه شدند که این مرد به قسمت چپ لوب پیشانیش ضربه ای وارد شده که به این ناحیه، ناحیه بروکا گفته می‌شود. کارل ورنیکه یک متخصص مغز و اعصاب آلمانی، بیماری را پیدا کرد که روان ولی غیرمعقول تکلم می‌کرد. این بیمار قبلاً دچار یک سکته شده بوده و نمی‌توانست نوشتار یا گفتار دیگران را متوجه شود. وی یک زخم در محلی که دو لوب جداری و گیجگاهی به هم می‌رسند داشتکه امروزه به ناحیه ورنیکه معروف است. این موارد که افکار را به این سمت می‌برند که ضایعات مغزی باعث تغییرات به خصوص رفتاری در افتار می‌شود، به شدت دیدگاه بومی سازی مغز را پشتیبانی می‌کنند.

###### نگاشت کردن مغز
در سال ۱۸۷۰، متخصصان مغز آلمانی به نام‌های ادوارد هیتزیگ (به انگلیسی: Eduard Hitzig) و گوستاو فریشچ (به انگلیسی: Gustav Fritsch) یافته‌های خود را دربارهٔ حیوانات منتشر کردند. هیتزیگ و فریشچ جریان الکتریکی را به غشای مغزی یک سگ متصل کردند که باعث می‌شد عضلات مختلفی بر اساس ناحیه‌ای از مغز که جریان الکتریسیته به آن رسیده واکنش نشان بدهند. این مشاهده باعث شد که به این نتیجه برسند که هر قسمت از مغز دارای تابع و عملکرد مختص به خودش است و کل مغز همه کارها را انجام نمی‌دهد. برادمن (به انگلیسی: Brodmann) نیز شخصی بود که در این عرصه کارهای مهمی را انجام داده؛ آزمایش‌های او که بر اساس تکنیک‌های رنگ آمیزی بافت فرانتز نیسل بود مغز را به ۵۲ قسمت متفاوت ناحیه بندی کرد.

##### قرن بیستم میلادی

###### انقلاب شناختی
در آغاز قرن بیستم، نگرش‌ها در آمریکا با عملگرایی مواجه شده بود و این خود باعث شد که نگرش رفتارگرایانه در روش‌های روانشناسی بر نگرش‌های دیگر اولویت داشته باشد. جان بی. واتسون(به انگلیسی: J. B. Watson) با ابداع روش محرک-پاسخ یک شخصیت کلیدی در این زمینه به‌شمار می‌رفت. وی با انجام آزمایش‌هایی بر روی حیوانات قصد داشت که رفتار حیوانات را کنترل و پیشبینی کند. رفتارگرایی سرانجام به شکست انجامید چرا که نمی‌توانست روانشناسی واقع گرایانه و درستی از عمل و تفکر انسان ارائه کند؛ رفتارگرایی در درجه اول روی پیوستگی و مجموعه محرک-پاسخ تمرکز کرده بود و این کار را با هزینه رها کردن ارائه توضیحات برای پدیده‌هایی مانند تخیلات و افکار انجام می‌داد. که این پروسه در نهایت به عنوان انقلاب شناختی تعبیر می‌شود.

###### دکترین نورون
در اوایل قرن بیستم سانتیاگو رامون کَهَل (به انگلیسی: Santiago Ramón y Cajal) و کامیلو گُلجی (به انگلیسی: Camillo Golgi) بر روی ساختار نورون مطالعات خود را آغاز کردند. گلجی روش رنگ آمیزی نقره(به انگلیسی: Silver staining method) را ابداع کرد که می‌توانست سلول‌هایی با تعداد زیاد در یک ناحیه را رنگ آمیزی کند تا بتواند از این رنگ آمیزی نتیجه بگیرد که نورون‌ها در یک سیتوپلاسم مستقیماً به یک دیگر متصل هستند. کهل این نتیجه را اینگونه به چالش کشید که پس از رنگ آمیزی در ناحیه ای از مغز که بافت چربی کمتری دارد متوجه شد نورون‌ها، سلول‌های گسسته و جدا از هم هستند. همچنین وی دریافت که سلول‌ها فقط به صورت یک طرفه جریان را به نورون‌ها ارسال می‌کنند. هر دوی این دانشمندان جایزه نوبل فیزیولوژی یا پزشکی را در ۱۹۰۶ به دلیل تحقیقاتشان دریافت کردند.

##### اواسط-اواخر قرن بیستم میلادی
کشفیات متعددی در قرن بیستم باعث پیشرف و حرکت رو به حلو در این رشته شدند. از این پیشرفت‌ها می‌توان به کشف ستون‌های تسلط چشم(به انگلیسی: ocular dominance columns)، ثبت سلول‌های تک عصب در حیوانات، هماهنگی چشم و حرکات سر در روانشناسی تجربی نیز از دستاوردهای قابل توجهی بود که در ابتدای پیدایش علوم اعصاب شناختی به دست آمد؛ اشاره کرد. برخی از نتایج که اهمیت ویژه ای داشتند، نشان دادن اینکه برخی از کارها به وسیله مراحل پردازش مجزا صورت می‌گیرند، بررسی توجه کردن انسان به یک موضوع و این نظریه که داده‌های رفتاری به تنهایی نمی‌توانند آنقدر اطلاعات به ما بدهند که بتوان روند پروسه‌های ذهنی را توضیح داد، را می‌توان مثال زد. به عنوان نتیجه برخی از روانشناسان تجربی آغاز به تحقیق در مورد پایه‌های رفتاری نورون‌ها کردند. وایلدر پنفیلد (به انگلیسی: Wilder Penfield) توانست با استفاده از تحریک کردن قشرهایی از مغز بیماران در طول زمان جراحی نقشه‌هایی از ناحیه‌های حسی اولیه و حرکتی مغز تهیه کند. همچنین همکاری اسپِری(به انگلیسی: Sperry) و مایکل گاتزانیگا (به انگلیسی: Michael Gazzaniga) روی بیمارانی که مغزشان آسیب شدیدی دیده و اصطلاحاً خورد شده در دهه ۱۹۵۰ میلادی در پیشرفت این رشته نقش بزرگی داشته. عبارت علوم اعصاب محاسباتی اولین بار توسط گاتزانیگا و دانشمند متخصص مغز و اعصاب، جورج آرمیتاژ میلر (به انگلیسی: George Armitage Miller) در حالی که در سال ۱۹۷۶ سوار یک تاکسی شده بودند استفاده شده.

###### نگاشت کردن مغز
تکنولوژی جدید تصویربرداری از مغز، به خصوص fMRI و PET، به محققان اجازه این را می‌داد که استراتژی‌های تجربی روانشناسی شناختی را با کمک نگاه کردن به نحوه عملکرد مغز؛ رصد کنند. گرچه از این روش به عنوان یک روش نوین یاد می‌شود (بیشتر این تکنولوژی‌های یاد شده در عصر معاصر تولید شده‌اند)، مبنا و پایه‌های این روش‌ها تا سال ۱۸۷۸ میلادی به عقب بر می‌گردد یعنی زمانی که برای اولین بار جریان خون را مرتبط با عملکرد مغز دانستند. آنجلو موسو (به انگلیسی: Angelo Mosso)، متخصص مغز و اعصاب ایتالیایی در قرن ۱۹، پالس‌هایی که مغز یک انسان بالغ تحت عمل جراحی بود را مورد بررسی قرار داد و متوجه شد که هنگامی که بیمار اعمال ریاضی انجام می‌دهد این ضربان‌ها به صورت منطقه ای در مغز افزایش پیدا می‌کنند، پس نتیجه گرفت که جریان خون در مغز تابع دستورهایی است که مغز ارسال می‌کند.

## ظهور یک نظم و ترتیب جدید

### تولد علوم شناختی
در ۱۱ سپتامبر ۱۹۵۶ یک دورهمی بزرگ از شناخت گرایان در دانشگاه MIT برگزار شد. جورج آرمیتاژ میلر مقاله‌ای تحت عنوان «عدد جادویی هفت، به علاوه یا منهای دو» (به انگلیسی: "The Magical Number Seven, Plus or Minus Two") در کنار ارائه‌های نوام چامسکی (به انگلیسی: Noam Chomsky) و آلن نیوول (به انگلیسی: Allen Newell) و هربرت الکساندر سیمون (به انگلیسی: Herbert A. Simon) دربارهٔ علوم کامپیوتر را به حاضرین ارائه داد. اولریک نیسر (به انگلیسی: Ulric Neisser) نظرات خود را در کتابش که در سال ۱۹۶۷ چاپ شد، روانشناسی شناختی، دربارهٔ این ارائه‌ها آورده‌است. عبارت روانشناسی در دهه‌های ۵۰ و ۶۰ میلادی در حال کمرنگ شدن بود، و همین باعث این شد که این رشته به اسم علوم شناختی تعریف بشود. رفتارگرایان مانند میلر تمرکز خود را بر ارائه و نمایش دادن زبان گذاشته بودند به جای اینکه روی رفتار عادی تحقیق کنند. دیوید مار (به انگلیسی: David Marr) طی تحقیقاتش به این نتیجه رسید که هر شخص باید پروسه شناخت را در سه مرحله آنالیز درک کند. این مراحل شامل مرحله محاسباتی، الگوریتمیک و آنالیز مراحل فیزیکی انجام عمل می‌شود.

### ادغام علوم شناختی و روانشناسی
قبل از دهه ۱۹۸۰، تعاملات بین علوم شناختی و روانشناسی خیلی کم بود. علوم اعصاب شناختی آغاز به ادغام کردن زمینه نظری و محاسباتی تازه تأسیس شده در علوم شناختی شد، که بین دهه‌های ۵۰ و ۶۰ میلادی منتشر شده بود. این زمینه جدید رویکردهایی در روانشناسی تجربی، روانشناسی اعصاب و علوم اعصاب را شامل می‌شد. (علوم اعصاب به عنوان یک علم جدید تا سال ۱۹۷۱ به رسمیت شناخته نشده بود). در اواخر قرن ۲۰ تکنولوژی‌های جدیدی تکامل یافت که امروزه تکیه گاه اصلی برای روش‌شناسی علوم اعصاب شناختی است. از این تکنولوژی‌ها می‌توان TMS (1985) و fMRI (1991) را مثال زد. روش‌هایی که تا قبل از این در علوم اعصاب شناختی استفاده می‌شد شامل EEG (EEG انسانی ۱۹۲۰) و MEG (1968) بود. گاهی دانشمندان علوم اعصاب شناختی متدهای عکسبرداری دیگری که برای مغز استفاده می‌شود را به کار می‌گیرند مانند PET و SPECT. یک تکنیک که از آن در علوم اعصاب استفاده می‌شود NIRS نام دارد. این تکنیک از جذب نور برای محاسبه تغییرات در اوکسی هموگلوبین و دی اوکسی هموگلوبین‌ها در مناطق غشایی استفاده می‌کنند. در بعضی از حیوانات، می‌توان از رصد تک-واحدی استفاده کرد. برخی دیگر از این متدها شامل microneurography، نوار عصب و عضله صورت و ردیابی چشم می‌شوند.
علوم اعصاب یکپارچه (به انگلیسی: Integrated neuroscience) سعی بر این دارد که داده را در دیتاست محکم سازی کند، و مدل‌های توصیفی یکپارچه ای از زمینه‌ها و مقیاس‌های مختلف تشکیل دهد که رشته‌هایی مانند: زیست‌شناسی، روانشناسی، آناتومی بدن و درمان بالینی را شامل می‌شود.
در سال ۲۰۱۴، استانیسلاس دوآن (به انگلیسی: Stanislas Dehaene)، جاکومو ریتزولاتی (به انگلیسی: Giacomo Rizzolatti) و ترور رابینز(به انگلیسی: Trevor Robbins) جایزه مغز(به انگلیسی: Brain Prize) را به خاطر تحقیقات پیشگامشان در زمینه مکانیسم‌های بلندپایه مغز که زیربنای عملکردهای پیچیده انسانی مانند سواد، ریاضیات ابتدایی، رفتار با انگیزه و شناخت اجتماعی و به خاطر تلاش آنان برای درک اختلالات شناختی و رفتاری انجام دادند؛ دریافت کردند.
برندا میلنر (به انگلیسی: Brenda Milner)، مارکوس رایشل (به انگلیسی: Marcus Raichle) و جان اوکیف (به انگلیسی: John O'Keefe) توانستند جایزه کاولی(به انگلیسی: Kavli Prize) را در علوم اعصاب، به خاطر کشف کردن شبکه‌های مغزی خصوصی‌سازی شده برای مغز در زمینه‌های حافظه و شناخت دریافت کنند. همچنین در همان سال اوکیف جایزه نوبل را در زمینه روانشناسی یا پزشکی با می-بریت موزر (به انگلیسی: May-Britt Moser) و ادوارد موزر (به انگلیسی: Edvard Moser) به صورت مشترک برای اکتشاف سلول‌هایی که در مغز یک شبکه موقعیت‌یابی تشکیل می‌دهند برنده شدند.
در سال ۲۰۱۷، وولفرام شولتز (به انگلیسی: Wolfram Schultz)، پیتر دایان (به انگلیسی: Peter Dayan) و ری دولان (به انگلیسی: Ray Dolan) جایزه مغز را به علت تجزیه و تحلیل چند رشته‌ای از مکانیسم‌های مغز که یادگیری را با پاداش مرتبط می‌کند، که این دستاورد پیامدهای گسترده‌ای برای درک رفتار انسان دارد، از جمله اختلالات تصمیم‌گیری در شرایطی مانند قمار، اعتیاد به مواد مخدر، رفتارهای اجباری و اسکیزوفرنی.

## روندهای اخیر
اخیراً کانون تحقیقات از محلی سازی نواحی مغز در مغز یک فرد بزرگسال با استفاده از یک تکنولوژی فراتر رفته، مطالعات در جهت‌های مختلفی شعبه شعبه شده، به عنوان مثال: بررسی تعاملات بین مناطق مختلف مغز، استفاده از چندین فناوری و رویکرد برای درک عملکردهای مغز و استفاده از رویکردهای محاسباتی از این دست شاخه‌های مطالعاتی هستند.
پیشرفت‌ها در تصویربرداری عصبی عملکردی غیر تهاجمی (به انگلیسی: non-invasive functional neuroimaging) و روش‌های تجزیه و تحلیل داده‌های مرتبط هم این را برای ما ممکن کرده‌است که محرک‌ها و وظایف طبیعی گرایانه مانند فیلم‌هایی که تعاملات اجتماعی را به تصویر می‌کشند در مطالعات علوم اعصاب شناختی استفاده کنیم.